# Majosmező
Majosmező (1899-ig Moys-Lucska, szlovákul: Mojšova Lúčka) Zsolna városrésze, egykor önálló község Szlovákiában, a Zsolnai kerületben, a Zsolnai járásban.

## Fekvése
Zsolna központjától 5 km-re délkeletre, a Vág bal partján fekszik.

## Története
Majosmező első írásos említése 1439-ben „Gerova Lucska” néven történt. 1598-ban „Mogyssova Lwchka” alakban szerepel. Sztrecsnó várának uradalmához tartozott. 1784-ben 33 házában 196 lakosa élt.
A 18. század végén Vályi András így ír róla: „LUCSKA. Malczicze. Tót falu Trentsén Várm. földes Urai Gyurcsányi, és több Uraságok, lakosai katolikusok, fekszik Strecsénhez nem meszsze, és annak filiája, földgye jó termésű.”
Fényes Elek 1851-ben kiadott geográfiai szótárában így ír a faluról: „Lucska (Moys), tót falu, Trencsén vmegyében, a Vágh bal partján a Thuróczba vivő országutban. Számlál 274 kath., 20 zsidó lak. F. u. többen. Ut. posta Trencsén.”
1910-ben 361, túlnyomórészt szlovák lakosa volt. A trianoni békéig Trencsén vármegye Zsolnai járásához tartozott.
1980-ban csatolták Zsolnához.

## Külső hivatkozások
- Majosmező Szlovákia térképén
- Képek a településről